# Jericho (Vermont)
Jericho é uma cidade no Condado de Chittenden, Vermont, Estados Unidos. Foi nomeada após a antiga cidade de Jericó.

## Pessoas notáveis
Wilson "Snowflake" Bentley (1865-1931), um agricultor que fotografou mais de cinco mil cristais de neve, nasceu e viveu em Jericó.  Os trabalhos fotográficos de Bentley são apresentados no The Old Red Mill & Museum, no centro da cidade. 